# Mucklestone
Mucklestone är en by i civil parish Loggerheads, i distriktet Newcastle-under-Lyme, i grevskapet Staffordshire i England. Byn är belägen 15 km från Newcastle-under-Lyme. Mucklestone var en civil parish fram till 1984 när blev den en del av Loggerheads. Civil parish hade 409 invånare år 1961. Byn nämndes i Domedagsboken (Domesday Book) år 1086, och kallades då Moclestone.